# Список комиксов о Человеке-пауке
После успешного дебюта Человек-паук получил собственную серию комиксов, которая продолжается и до сих пор, называемую The Amazing Spider-Man (рус. Удивительный Человек-паук), первый выпуск которой вышел в марте 1963 года.
В 1972 году появился комикс с Человеком-пауком в главной роли под названием Marvel Team-Up, в котором Человек-паук объединяется с другими супергероями. В 1976 году начинается вторая серия, посвященная исключительно Человеку-пауку (рус. Питер Паркер, Грандиозный Человек-паук), которая шла параллельно основной серии; третья соло-серия Web of Spider-Man (рус. Сеть Человека-паука) была запущена в 1985 году и заменила собой Marvel Team-Up. В 1990 году было запущено четыре успешных ежемесячных серии, которыми занимался популярный художник Тодд Макфарлейн. Кроме этого, вышло множество ограниченных серий и одиночных комиксов, а сам Человек-паук исполнял камео во многих других сериях комиксов.
На 2007 год Человек-паук регулярно появляется в The Amazing Spider-Man, New Avengers (рус. Новые мстители), The Sensational Spider-Man (рус. Сенсационный Человек-паук), Friendly Neighborhood Spider-Man (рус. Дружелюбный сосед Человек-паук), Spider-Man Family (рус. Семья Человека-паука) и различных ограниченных сериях и альтернативных вселенных Marvel, как например Spider-Man Loves Mary Jane (рус. Человек-паук любит Мэри Джейн), Marvel Adventures Spider-Man (рус. Приключения Marvel: Человек-паук) и Marvel Adventures: The Avengers (рус. Приключения Marvel: Мстители).
С 2015 года вся Вселенная комиксов Marvel разделяется на 3 части: до Тайных Войн, Тайные Войны и после них.

## Текущие серии
После Тайных Войн больше не существует мультивселенной, теперь всё действие происходит во Вселенной Земли-616.

### Основная вселенная (после событий Тайных войн)
Сначала идут комиксы в которых он участвует полностью, потом те, в которых он участвует один раз или упоминается. Отдельно вынесена Вторая Гражданская Война.
- The Amazing Spider-Man v.4 (2015 - наст.вр.)
- Amazing Spider-Man: Renew Your Vows (2016 - наст.вр.)
- Avengers #1 (2017)
- The Clone Conspiracy (2016 - 2017) - лимитка нового паучьего события
- Civil War II (2016) - участие, как глава Паркер Инд. и Человек-Паук
  - Civil War II: Amazing Spider-Man (2016) - лимитка в кроссовере

### Переиздания
- Astonishing Spider-Man #1-продолжается (Panini Comics/Marvel UK; ноябрь 1995 — настоящее время). Часть линии издательства Marvel UK «Collector Edition», перепечатка сюжетов 2-3-летней давности основного издательства Marvel.

## Законченные серии
Человек-паук также появлялся в сериях комиксов, которые со временем были закрыты, переименованы или завершены при перезагрузке Вселенной комиксов Marvel.

### Основная вселенная (до Тайных Войн 2015)
Superior Spider-Man #1-33 (январь 2013 — сентябрь 2014). Серия комиксов, в которой Человеком-Пауком после смерти Питера Паркера стал его злейший враг - Доктор Осьминог.
Superior Spider-Man Team Up #1-12 (июль 2013 — апрель 2014). Серия комиксов, в которой Отто Октавиус в теле Человека-Паука объединяется с различными супергероями Marvel Comics.
Superior Foes of Spider-Man #1-17 (июль 2013 — ноябрь 2014). Серия комиксов, в которой главными персонажами становятся суперзлодеи - новый состав Зловещей Шестерки, некогда основанной Доктором Осьминогом.
Avenging Spider-Man #1-22 (ноябрь 2011 — июнь 2013). Серия комиксов, в которой Человек-Паук объединяется с различными супергероями. С выпуска 15.1 роль Человека-Паука берет на себя Доктор Осьминог.
- Spectacular Spider-Man #1-2 (июль — ноябрь 1968). Чёрно-белый журнал комиксов.
- Marvel Team-Up #1-150 (март 1972 — февраль 1985). Серия комиксов, в которой Человек-паук объединялся с другими супергероями Marvel Comics в команду. Была заменена серией Web of Spider-Man в 1985 году.
  - Spider-Man Team-Up #1-7 (декабрь 1995 — июнь 1997)
- Giant-Size Spider-Man #1-6 (июль 1974 — сентябрь 1975). Размер комикса был больше обычного. Чаще всего в комиксе присутствовало несколько историй, последняя из которых являлась переизданием.
- The Spectacular Spider-Man #1-263 (декабрь 1976 — ноябрь 1998). Первоначально назывался Peter Parker, the Spectacular Spider-Man, был переименован в 1988 году, начиная с выпуска #134.
  - Spectacular Spider-Man vol. 2, #1-27 (сентябрь 2003 — июнь 2005). Серия заменила Peter Parker: Spider-Man vol. 2.
- Web of Spider-Man #1-129 (апрель 1985 — сентябрь 1995). Серия заменила Marvel Team-Up и стала третьей основной серией комиксов о Человеке-пауке, выпускавшейся в то время.
  - Web of Spider-Man vol. 2, #1-12 (декабрь 2009 — ноябрь 2010).
- Spider-Man #1-98 (август 1990 — ноябрь 1998). Серия, созданная в 1991 году специально для Тодда Макфарлейна. Была переименована в Peter Parker: Spider-Man, начиная с выпуска #75.
  - Peter Parker: Spider-Man vol. 2, #1-57 (январь 1999 — август 2003)
- Spider-Man Unlimited #1-22 (май 1993 — ноябрь 1998). Выходила 4 раза в год.
  - Spider-Man Unlimited vol. 3, #1-15 (март 2004 — июль 2006).
- Untold Tales of Spider-Man #1-25 (сентябрь 1995 — сентябрь 1997). Серия, рассказывающая новые истории, происходившие в начале супергеройской «карьеры» Человека-паука. Включает в себя выпуск #-1 и два ежегодника.
- The Sensational Spider-Man #0-33 (январь 1996 — ноябрь 1998). Серия заменила Web of Spider-Man.
- Webspinners: Tales of Spider-Man #1-18 (январь 1999 — июнь 2000). Серия-антология; истории происходят в прошлом Человека-паука, наподобие Untold Tales of Spider-Man.
- Spider-Man's Tangled Web #1-22 (июнь 2001 — март 2003). Серия, истории для которой делали создатели альтернативных комиксов и сотрудники компании Vertigo.
- Marvel Knights Spider-Man #1-22 (июнь 2004 — март 2006).
  - The Sensational Spider-Man vol. 2, #23-41 (апрель 2006 — ноябрь 2007)
- The New Avengers #1-64 (январь 2005 — апрель 2010).
- Friendly Neighborhood Spider-Man #1-24 (октябрь 2005 — октябрь 2007)
- Spider-Man Family #1-9 (апрель 2007 — июнь 2008). Серия, истории которой были сфокусированы на «семье» Человека-паука.
  - Amazing Spider-Man Family #1-8 (октябрь 2008 — сентябрь 2009)

Серии, завершившиеся перед Тайными Войнами:
- The Amazing Spider-Man #1-441 (март 1963 — ноябрь 1998), vol. 2 #1-58, #500-700 (январь 1999 — декабрь 2003, январь 2004 — 2012), vol. 3 (2014  — 2015). Над созданием работают различные писатели и художники. Продолжение после Тайных Войн.
- The Avengers vol. 4 #1-продолжается (май 2010 — 2015). Авторы — писатель Брайан Майкл Бендис и художники Джон Ромита-мл. и Крис Бачало.
- The New Avengers vol. 2 #1-34 (июнь 2010  — 2013), vol. 3 #1-33 (2013 - 2015) Авторы — писатель Брайан Майкл Бендис и художник Стюарт Иммонен. Продолжение после Тайных Войн.
- FF #1-продолжается (июнь 2011 — 2015)
- The Amazing Spider-Man Digital #1- до 2015 года (Marvel Digital Comics)
- Spider-Verse (2014-2015) - глобальный кроссовер про всех пауков из мультивселенной, который заканчивается "за несколько минут" до Тайных Войн.

### Альтернативные вселенные (до Тайных Войн 2015)
- Spider-Girl #0-100 (октябрь 1998 — сентябрь 2006). Стал сиквелом к What If? #105 (февраль 1998), в котором впервые появилась Девушка-паук.
  - The Amazing Spider-Girl #0-30 (октябрь 2006 — февраль 2009)
- Spider-Man Unlimited vol. 2, #1-5 (декабрь 1999 — апрель 2000). Основана на мультсериале Spider-Man Unlimited.
- Ultimate Spider-Man #1-133, Annual #1-3 (Ultimate Marvel; октябрь 2000 — июль 2009). Действия комикса происходит в Ultimate вселенной.
- Marvel Adventures Spider-Man #1-61 (Marvel Adventures; май 2005 — май 2010). Продолжение Marvel Age Spider-Man.
- Spider-Man Loves Mary Jane #1-20 (февраль 2006 — сентябрь 2007). Сиквел минисерий Mary Jane и Mary Jane: Homecoming.
- Marvel Adventures: The Avengers #1-39 (Marvel Adventures; июль 2006 — октябрь 2009).

Серии, завершившиеся перед Тайными Войнами:
- Ultimate Comics: Spider-Man #1-15, 150—160, vol. 2 #1-продолжается (август 2009—2015). Нумерация изменена после номера #150 и стартовала в декабре 2010 года. Авторы — писатель Брайан Майкл Бендис и художники Дэвид ЛаФунте и Сара Пичелли. Действие происходит во вселенной Ultimate Marvel.
- Spider-Man: Marvel Adventures #1- до 2015 года (Marvel Adventures; май 2010—2015). Авторы — писатель Пол Тобин и группа различных художников. Действие происходит во время школьных годов Человека-паука.
- Spider-Man 2099 (9 июля 2014—2015) — комикс о Человеке-Пауке 2099 года который попал в наше время. В нашем времени он следит за компанией «Алхемакс», работая там. Его подстерегают очень много опасностей. Комикс выпускается до сих пор. Продолжение после Тайных Войн.
- Spider-Verse (2014—2015) — глобальный кроссовер про всех пауков из мультивселенной, который заканчивается «за несколько минут» до Тайных Войн.

### Тайные Войны (2015-2016)
- Secret Wars #0-9 (2015-2016) - основной цикл кроссовера.
- Age of Ultron vs. Marvel Zombies #1-5 (2015) - лимитка.
- Amazing Spider-Man: Renew Your Vows #1-5 (2015) - лимитка в кроссовере.
- Civil War #1-5 (2015) - лимитка.
- Future Imperfect #1-5 (2015) - лимитка.
- Secret Wars: Battleworld #1-5 (2015) - лимитка.
- Spider-Verse #1-5 (2015) - лимитка.
- Ultimate End #1-5 (2015) - лимитка.
- Secret Wars: Secret Love #1 (2015) - уан-шот.

### Переиздания
- Marvel Tales #3-291 (июль 1966 — ноябрь 1994)
- Spider-Man Classics #1-16 (апрель 1993 — июль 1994)
- Spider-Man Comics Magazine #1-13 (январь 1987—1988)

## Ограниченные серии

### Основная вселенная
- Deadly Foes of Spider-Man #1-4 (май-август 1991). Первая минисерия, посвящённая Человеку-пауку.
- Lethal Foes of Spider-Man #1-4 (сентябрь-декабрь 1993). Sequel miniseries to Deadly Foes of Spider-Man.
- Spider-Man: The Mutant Agenda #0-3 (февраль-май 1994)
- Spider-Man/Икс Фактор: Shadowgames #1-3 (май-июль 1994)
- Spider-Man: Web of Doom #1-3 (август-октябрь 1994)
- Spider-Man: The Arachnis Project #1-6 (август 1994 — январь 1995)
- Spider-Man: Friends and Enemies #1-4 (январь-апрель 1995)
- Spider-Man: Power of Terror #1-4 (январь-апрель 1995)
- Spider-Man: Funeral for an Octopus #1-3 (март-май 1995)
- Spider-Man: The Final Adventure #1-4 (ноябрь 1995 — февраль 1996)
- Spider-Man: The Lost Years #1-3, 0 (август-октябрь 1995, январь 1996)
- Spider-Man/Punisher: Family Plot #1-2 (февраль-март 1996)
- Spider-Man: Redemption #1-4 (сентябрь-декабрь 1996). Sequel miniseries to The Lost Years, set in the then-present day.
- Spider-Man: Hobgoblin Lives #1-3 (январь-март 1997)
- Spider-Man: Death and Destiny #1-3 (август-октябрь 2000)
- Spider-Man: Revenge of the Green Goblin #1-3 (октябрь-декабрь 2000)
- Spider-Man: The Mysterio Manifesto #1-3 (январь-март 2001)
- Daredevil/Spider-Man #1-4 (Marvel Knights; январь-апрель 2001)
- Spider-Man: Lifeline #1-3 (апрель-июнь 2001)
- Spider-Man: Quality of Life #1-4 (июль-октябрь 2002)
- Spider-Man: Blue #1-6 (июль 2002 — апрель 2003)
- Spider-Man: Get Kraven #1-6 (август 2002 — январь 2003)
- Spider-Man/Black Cat: The Evil that Men Do #1-6 (Marvel Knights; август 2002 — январь 2006)
- Spider-Man/Wolverine #1-4 (Marvel Knights; август-ноябрь 2003). Not to be confused with the Spider-Man vs. Wolverine one-shot (февраль 1987).
- Spider-Man/Doctor Octopus: Negative Exposure #1-5
- Spider-Man/Doctor Octopus: Out of Reach #1-5 (январь-май 2004)
- Spider-Man/Doctor Octopus: Year One #1-5 (август-декабрь 2004)
- Spider-Man/Human Torch #1-5 (март-июль 2005)
- Spider-Man: Breakout #1-5 (июнь-октябрь 2005)
- Spider-Man: House of M #1-5 (август-декабрь 2005)
- Spider-Man and the Fantastic Four #1-4 (июнь-сентябрь 2007)
- Spider-Man/Red Sonja #1-5 (октябрь 2007 — февраль 2008)
- Spider-Man: With Great Power #1-5 (март-сентябрь 2008)
- Secret Invasion: The Amazing Spider-Man #1-3 (октябрь-декабрь 2008)
- X-Men and Spider-Man #1-4 (январь-апрель 2009)
- Spider-Man: The Clone Saga #1-6 (ноябрь 2009 — апрель 2010)
- Spider-Man: Secret Wars #1-4
- Spider-Man: Fever #1-3 (апрель — июнь 2010)
- Astonishing Spider-Man and Wolverine (июль 2010 — present)
- Peter Parker #1-5 (май-сентябрь 2010)
- World War Hulks: Spider-Man and Thor #1-2 (сентябрь 2010)
- Spider-Man/Fantastic Four #1-4 (сентябрь-декабрь 2010)
- Fear Itself: Spider-Man #1-3

### Кроссоверы
- Backlash/Spider-Man #1-2 (Image Comics; август-сентябрь 1996)
- Spider-Man/Badrock #1A-1B (Maximum Press; март 1997)
- Batman and Spider-Man: Disordered Minds  (DC comics)
- Superman vs. the Amazing Spider-Man (DC comics)
- DC vs. Marvel (DC and Marvel comics)
- Edge of Spider-Verse #1-5

### Другие
- Spider-Man: Chapter One #1-6, 0, 7-12 (декабрь 1998 — октябрь 1999)
- Spider-Man: Legend of the Spider-Clan #1-5 (декабрь 2002 — апрель 2003)
- Trouble #1-5 (Epic Comics; сентябрь 2003 — январь 2004)
- Spider-Man and Power Pack #1-4 (январь-апрель 2007)
- Spider-Man: Reign #1-4 (февраль-май 2007)
- Spider-Man: Fairy Tales #1-4 (июль-октябрь 2007)
- Spider-Man Noir #1-4 (февраль-май 2009)
- Spider-Man 1602 #1-5 (декабрь 2009 — апрель 2010)
- Spider-Man Noir: Eyes without a Face #1-4 (март-июнь 2010)

## Ваншоты

### Основная вселенная
- Spider-Man vs. Wolverine (февраль 1987). Примечателен смертью Неда Лидса, который долгое время был персонажем второго плана.
- Spider-Man Special Edition: The Trial of Venom (декабрь 1992)
- The Amazing Spider-Man: Soul of the Hunter (август 1992)
- Spider-Man/Dr. Strange: The Way to Dusty Death (1992)
- Spider-Man/Punisher/Sabretooth: Designer Genes (1993)
- Spider-Man vs. Dracula (январь 1994). Репринт комикса Giant-Size Spider-Man #1 (июль 1974).
- Spider-Man 2099 Meets Spider-Man (1995)
- Spider-Man: The Jackal Files (август 1995)
- Spider-Man: Maximum Clonage Alpha (август 1995)
- Spider-Man: Maximum Clonage Omega (август 1995)
- Spider-Man: The Parker Years (ноябрь 1995)
- Spider-Man: Holiday Special 1995 (1995)
- Spider-Man: Legacy of Evil (июнь 1996)
- Spider-Man: The Osborn Journal (февраль 1997)
- Spider-Man: Dead Man’s Hand (апрель 1997)
- Spider-Man/Kingpin: To the Death (1997)
- Spider-Man: The Venom Agenda (январь 1998)
- Spider-Man: Made Men (август 1998)
- Untold Tales of Spider-Man: Strange Encounter (1998)
- Spider-Man vs. the Punisher (июль 2000)
- Spider-Man/Marrow (февраль 2001)
- Sentry/Spider-Man (февраль 2001)
- Spider-Man: Sweet Charity (август 2002)
- Spider-Man/Daredevil (октябрь 2002). Не путать с ограниченной серией Spider-Man/Daredevil.
- Spider-Man Team-Up Special (май 2005)
- Spider-Man: Family (2005). Не путать с одноимённой позднейшей серией.
- Web of Romance (февраль 2006)
- Spider-Man and Araňa: The Hunter Revealed (май 2006)
- Spider-Man Family: Amazing Friends (октябрь 2006)
- Spider-Man Family: The Black Costume, Spider-Clan, Spider-Man 2099 (ноябрь 2006)
- Spider-Man: Black and Blue and Read All Over (ноябрь 2006)
- Fallen Son: Spider-Man (июль 2007). Сегмент Человека-паука в комиксе Fallen Son: The Death of Captain America
- Spider-Man: Swing Shift Director’s Cut (февраль 2008)
- Spider-Man: Fear Itself (март 2009). Не путать с одноимённым графическим романом.
- Spider-Man and the Human Torch: Bahia de los Muertos (май 2009)
- Timestorm 2009—2099: Spider-Man (август 2009)
- Dark Reign: The List — Spider-Man (январь 2010)
- Siege: Spider-Man (июнь 2010)
- Spider-Man: Origin of the Hunter (июнь 2010)
- The Many Loves of the Amazing Spider-Man (июль 2010)
- Spider-Man: Back in Quack (ноябрь 2010)
- Shadowland: Spider-Man (ноябрь 2010)
- Spider-Man vs. Vampires (декабрь 2010)
- Spectacular Spider-Man #1000 (апрель 2011)

### Графические новеллы
- The Amazing Spider-Man: Hooky (1986) (ISBN 8439508662)
- The Amazing Spider-Man: Parallel Lives (май 1989) (ISBN 0-87135-573-6)
- The Amazing Spider-Man: Spirits of the Earth (1990) (ISBN 0-87135-692-9)
- Spider-Man: Fear Itself (февраль 1992) (ISBN 0-87135-752-6)
- Amazing Spider-Man: Family Business (апрель 2014) (ISBN 0785184406)

### Кроссоверы
- Spider-Man/Batman (сентябрь 1995) (Неканоничный)
- Ultraforce/Spider-Man (январь 1996)
- Spider-Man/Gen¹³ (ноябрь 1996)
- Batman/Spider-Man (1997) (Неканоничный)

### Другие
- Spider-Man: 101 Ways to End the Clone Saga (январь 1997). Parody.
- Megalomaniacal Spider-Man (июнь 2002)
- The Marvelous Adventures of Gus Beezer with Spider-Man (май 2003)
- The Marvelous Adventures of Gus Beezer and Spider-Man (февраль 2004)
- Stan Lee Meets Spider-Man (ноябрь 2006)
- Spider-Man Mythos (август 2007)

## Путеводители
- Official Marvel Index to the Amazing Spider-Man #1-9 (апрель — декабрь 1985)
- Official Marvel Index to Marvel Team-Up #1-6 (январь 1986 — июль 1987)
- Spider-Man Saga #1-4 (ноябрь 1991 — февраль 1992)
- Spider-Man: Collector’s Preview (декабрь 1994)
- Spider-Man: The Clone Journal (март 1995)
- Spider-Man Unmasked (ноябрь 1996)
- Peter and Mary Jane’s Spider-Man Scrapbook (февраль 2000)
- Marvel Encyclopedia: Spider-Man (ноябрь 2003)
- Official Handbook of the Marvel Universe: Spider-Man 2004 (2004)
- Official Handbook of the Marvel Universe: Spider-Man 2005 (2005)
- Marvel Spotlight: Spider-Man, Back in Black (2007)
- Marvel Spotlight: Spider-Man — One More Day/Brand New Day (2007)
- Marvel Spotlight: Spider-Man — Brand New Day (2008)
- Spider-Man: Brand New Day Yearbook (2008)
- Official Index to the Marvel Universe #1-14 (февраль 2009 — март 2010)
- Amazing Spider-Man: Grim Hunt, the Kraven Saga (май 2010)
- Spider-Man Saga (декабрь 2010)